# St. Maria, St. Petrus und Paulus (Gärtenroth)

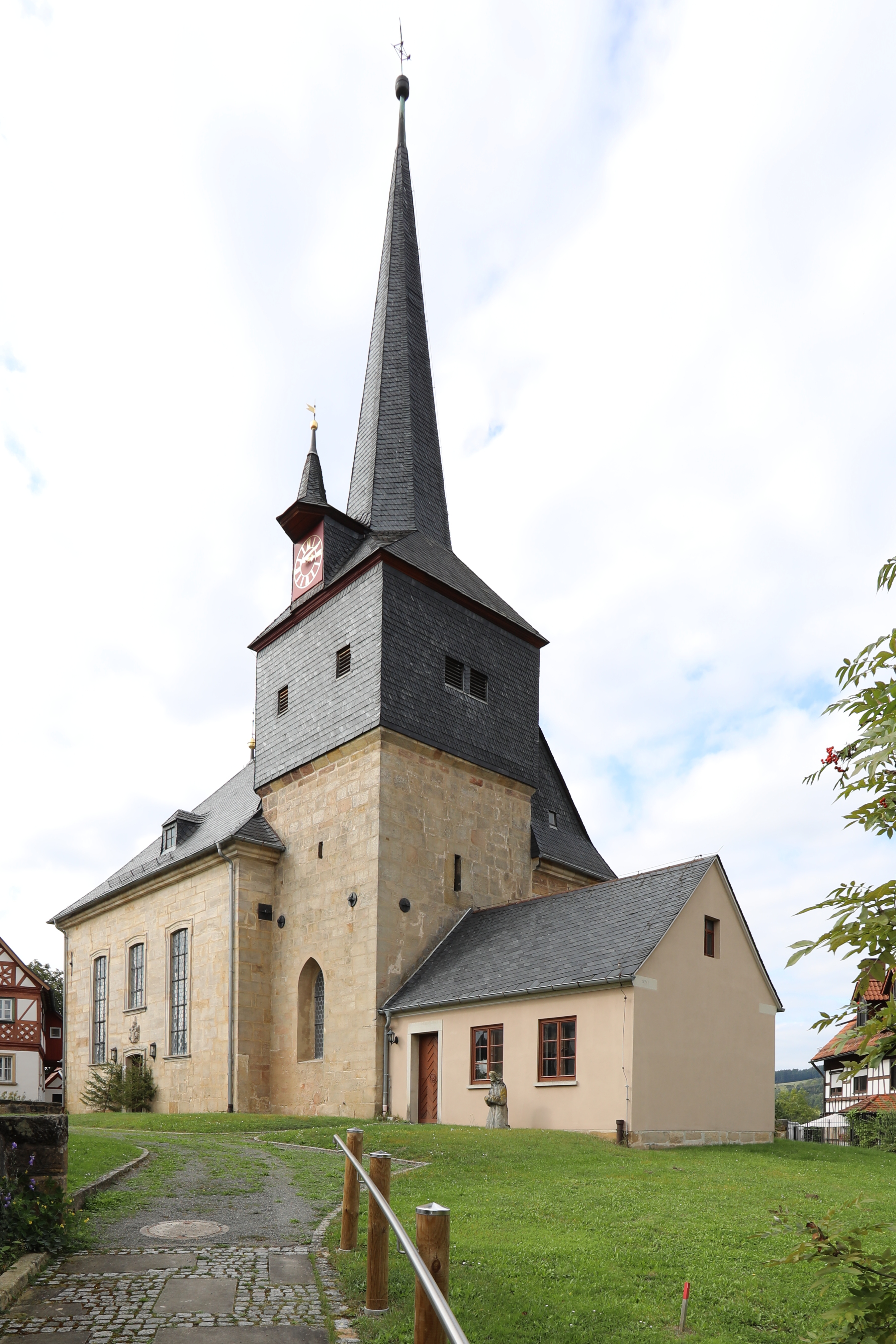
St. Maria, St. Petrus und Paulus (Gärtenroth)

Die evangelische Pfarrkirche St. Maria, St. Petrus und Paulus steht in Gärtenroth, einem Gemeindeteil der Stadt Burgkunstadt im Landkreis Lichtenfels (Oberfranken, Bayern). Der Kern des denkmalgeschützten Bauwerks stammt aus dem 13./14. Jahrhundert. Die Pfarrei gehört zum Evangelisch-Lutherischen Dekanat Kulmbach im Kirchenkreis Bayreuth der Evangelisch-Lutherischen Kirche in Bayern.

## Beschreibung
Die unteren Geschosse des Chorturms stammen aus dem 13./14. Jahrhundert. Das schiefergedeckte Obergeschoss, das den Glockenstuhl beherbergt, in dem heute drei Gussstahlglocken von 1920 hängen, und der achtseitige Knickhelm wurden ihm erst im 17. Jahrhundert aufgesetzt. Das Langhaus ist zwar im Kern spätmittelalterlich, es wurde jedoch 1752/53 erneuert. In ihm befinden sich an drei Seiten zweistöckige Emporen. Seine Flachdecke wurde 1806 mit dekorativem Stuck versehen. Die Kanzel des ursprünglichen Kanzelaltars wurde 1904 vor den Chorbogen gesetzt.